# Depressaria ultimella
Depressaria ultimella – gatunek motyla z rodziny Elachistidae i podrodziny Depressariinae. Zamieszkuje zachodnią krainę palearktyczną. Gąsienice żerują na selerowatych.

## Taksonomia
Gatunek ten opisany został po raz pierwszy w 1849 roku przez Henry’ego Tibbatsa Staintona na łamach „Transactions of the Entomological Society of London”. Jako lokalizację typową wskazano Lewes w Anglii.

## Morfologia

### Owad dorosły
Motyl osiągający od 17 do 21 mm rozpiętości skrzydeł. Głaszczki wargowe są silnie wygięte dogrzbietowo; człon środkowy mają w całości żółtawy, a człon szczytowy opatrzony dwiema czarniawymi przepaskami. Skrzydło przednie ogólnie jest różowawoochrowobrunatne z licznymi czarnobrunatnymi kreskami i rozproszonymi łuskami białymi. Pole u jego przedniej krawędzi nie odbiega ubarwieniem od pozostałej części. Jedna lub dwie białe plamki z ciemnym obrzeżeniem leżą w komórce środkowej. Skrzydło tylne jest szarobrunatnobiaławe, w tyle ciemniejsze i odznacza się żyłkami m3 i cu1 osadzonymi na krótkim, wspólnym pniu. Barwa tułowia jest podobna jak przedniego skrzydła.
Genitalia samca mają pozbawiony żłobka czy wyrostka grzbietowy brzeg walwy, szeroki, krótszy niż u D. libanotidella sakulus, silnie rozwinięte kolce na klawusie, owłosiony klasper o formie małego wyrostka, jajowaty w zarysie gnatos oraz długi i wyprostowany edeagus z pięcioma krótkimi cierniami. Genitalia samicy odznaczają się krótko-rurkowatą, słabo przy zewnętrznym końcu zwężoną pochwą i niewielkim, mocno rozdętym przewodem torebki kopulacyjnej oraz nieregularnym jej znamieniem.

### Larwa
Gąsienica ma bladobrązową głowę, jasnożółtą płytkę przedtułowia oraz jasnoszare do bladozielonego ciało z ciemnobrązowymi kropkami i czarnymi, zaopatrzonymi w szare szczecinki pinakulami. Odnóża i płytka analna są zielonkawe.

## Ekologia i występowanie
Gąsienice występują od czerwca do września. Są oligofagicznymi fitofagami selerowatych. Wśród ich roślin żywicielskich wymieniane są kropidło szafranowe, kropidło wodne, marek szerokolistny, pęczyna węzłobaldachowa, szalej jadowity, potocznik wąskolistny i selery zwyczajne. Początkowo larwa żeruje na kwiatach i owocach, później jednak wgryza się do wnętrza łodygi i schodzi coraz niżej, prowadząc do jej zamierania. Przepoczwarczenie następuje w dolnej części pędu, często poniżej poziomu wody. Osobniki dorosłe pojawiają się od sierpnia do października, stanowią stadium zimujące i w roku kolejnym latają do kwietnia. 
Gatunek palearktyczny, znany z Madery, Portugalii, Hiszpanii, Irlandii, Wielkiej Brytanii, Francji, Belgii, Niemiec, Austrii, Danii, Szwecji, Estonii, Łotwy, Litwy, Polski, Czech, Słowacji, Węgier, Białorusi, Ukrainy, Rumunii, Słowenii, Grecji i Rosji.